# Malmbergstjärnen (Malingsbo socken, Dalarna)
Malmbergstjärnen är en sjö i Smedjebackens kommun i Dalarna och ingår i Norrströms huvudavrinningsområde. Sjöns area är 0,02 kvadratkilometer och den befinner sig 219 meter över havet.